# Bologna Indoor 1975
Il Bologna Indoor 1975 è stato un torneo di tennis giocato sul sintetico indoor. È stata la 1ª edizione dell'ATP Bologna Outdoor, che fa parte del World Championship Tennis 1975. Si è giocato a Bologna in Italia, dal 6 al 12 febbraio 1975.

## Campioni

### Singolare
Björn Borg ha battuto in finale  Arthur Ashe con il punteggio di 7–6 4–6 7–6

### Doppio
Paolo Bertolucci /  Adriano Panatta hanno battuto in finale  Arthur Ashe /  Tom Okker con il punteggio di 6–3, 3–6, 6–3